# Erannis subfasciata
Erannis subfasciata là một loài bướm đêm trong họ Geometridae.